# Herbata biała

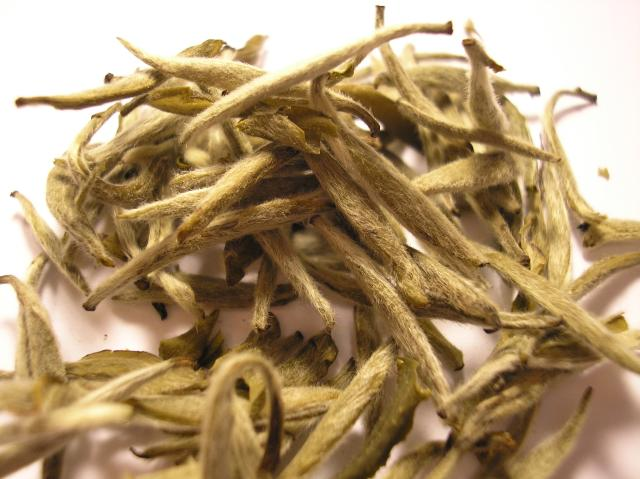
Listki herbaty baihao yinzhen

Biała herbata (chiń. 白茶; pinyin báichá) – napój przyrządzany z pąków liściowych i młodych listków herbaty chińskiej (Camellia sinensis), zbieranych wczesną wiosną, a następnie suszonych metodą naturalną na słońcu, przez co utlenianie jest minimalne. Listki i pąki liściowe, w odróżnieniu od herbaty zielonej, nie są formowane, dlatego zachowują swój naturalny kształt.
Podobnie jak zielona herbata, zawiera polifenole i inne substancje wpływające korzystnie na zdrowie. Tradycyjnie produkowana jest zwłaszcza na północy chińskiej prowincji Fujian, lecz ostatnio wytwarza się ją również poza Chinami, szczególnie w Indiach.
Wbrew nazwie napój nie jest biały, ma barwę bladożółtą. Posiada delikatny i pozbawiony goryczy smak.

## Odmiany herbaty białej
- Baihao Yinzhen
- Bai Mudan
- Shoumei